# Mixophyes fleayi
Mixophyes fleayi је водоземац из реда жаба и фамилије Myobatrachidae. 

## Угроженост
Ова врста се сматра угроженом.

## Распрострањење
Аустралија је једино познато природно станиште врсте.

## Популациони тренд
Популација ове врсте се смањује, судећи по расположивим подацима.

## Станиште
Станишта врсте су шуме, планине и слатководна подручја.

## Начин живота
Врста Mixophyes fleayi прави гнезда. 